# ツェンディーン・ダムディン

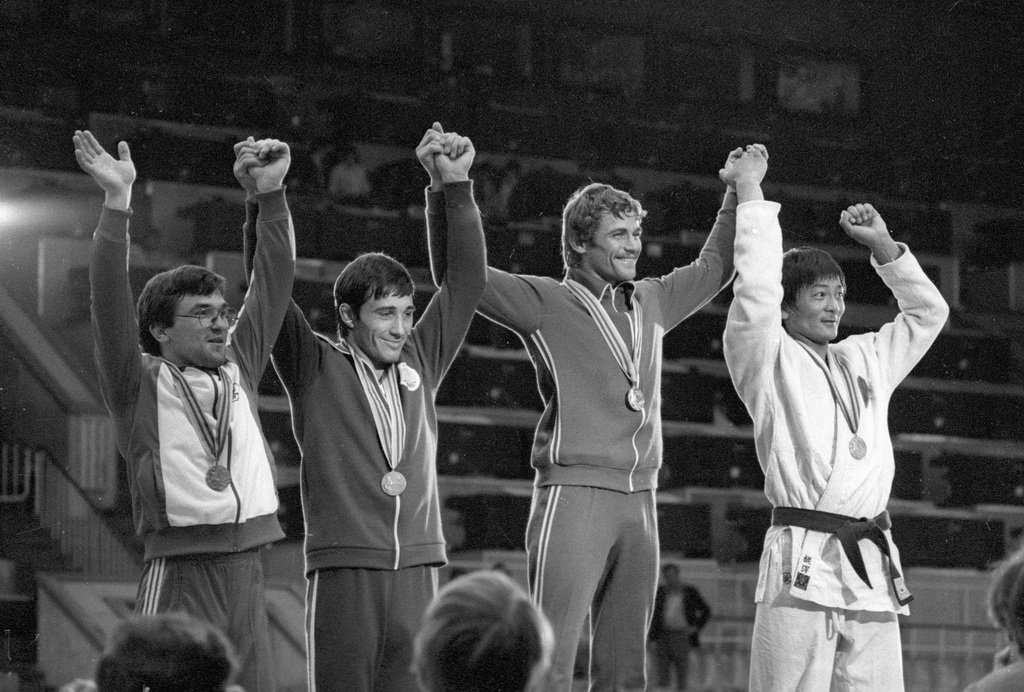
ツェンディーン・ダムディン（右）モスクワオリンピックの銀メダリスト

ツェンディーン・ダムディン（Tsendiin Damdin 1957年3月31日- ）はモンゴルのヘンティー県出身の柔道選手。階級は65kg級。身長169cm。

## 人物
1980年のモスクワオリンピック65kg級では、決勝で地元ソ連のニコライ・ソロドクリンに敗れたものの銀メダルを獲得した。1984年のロサンゼルスオリンピックにはモンゴルがボイコットしたために出場できなかった。

## 主な戦績
- 1978年 - キューバ国際　3位
- 1980年 - モスクワオリンピック　2位
- 1983年 - ブルガリア国際　優勝
- 1985年 - チェコ国際　78kg級　3位